# Chinlone tại Đại hội Thể thao Đông Nam Á 2013
Chinlone tại Đại hội Thể thao Đông Nam Á 2013 được tổ chức tại sân Trong nhà của Khu liên hợp thể thao Wunna Theikdi, Naypyidaw, Myanmar từ ngày 4–9 tháng Mười hai

## Huy chương

### Nam
| Nội dung                         | Vàng | Bạc | Đồng |
| -------------------------------- | --- | --- | --- |
| Non-repetition (primary level)   | Myanmar (MYA) · Aung Naing Phyo Han · San Lwin Oo · Myo Zaw Oo · Aung Myat Lin · Aung Myo Myint · Aung Soe Moe · Kyaw Soe Moe · Myo Min Thu                     | Campuchia (CAM) · Johnny Sopheak · Khemrin Cheat · Ly Treung · Narith Ung · Rawut Heng · Sokphearom Ream · Sopheap Nang · Sovannarith Chin                      | Malaysia (MAS) · Daut Amba · Harryson Linggong · Izuan Efendi Azlan · Mohammad Azlan Alias · Mohd Shafirul Nizam Zainal · Tunku Noor Azwari Tunku Ishak · Zuleffendi Sumari                  |
| Non-repetition (primary level)   | Myanmar (MYA) · Aung Naing Phyo Han · San Lwin Oo · Myo Zaw Oo · Aung Myat Lin · Aung Myo Myint · Aung Soe Moe · Kyaw Soe Moe · Myo Min Thu                     | Campuchia (CAM) · Johnny Sopheak · Khemrin Cheat · Ly Treung · Narith Ung · Rawut Heng · Sokphearom Ream · Sopheap Nang · Sovannarith Chin                      | Singapore (SIN) · Hassan bin Aziz Muhammad · Muhammad Afif bin Safiee · Muhammad Farhan bin Aman · Muhammad Haffiz bin Ramli · Muhammad Magrib bin Ibrahim · Muhammad Nurirwan bin Mazlan    |
| Same strokes (primary level)     | Thái Lan (THA) · Eekkawee Jemphara · Kamol Prasert · Khanawut Jngrot · Komin Lonon · Kosol Nallaong · Noppaton Dngthawthong · Pongphan Ethon · Witsarut Risawat | Campuchia (CAM) · Johnny Sopheak · Khemrin Cheat · Ly Treung · Narith Ung · Rawut Heng · Sokphearom Ream · Sopheap Nang · Sovannarith Chin                      | Lào (LAO) · Viengnakhone Kitmaly · Phourisay Inthilath · Yothin Sombatphutone · Phouthone Viengdavong · Saikham Saikham · Viriyan Sombathphuthone · Soulivanh Keola · Chanthalak Chanthavong |
| Same strokes (primary level)     | Thái Lan (THA) · Eekkawee Jemphara · Kamol Prasert · Khanawut Jngrot · Komin Lonon · Kosol Nallaong · Noppaton Dngthawthong · Pongphan Ethon · Witsarut Risawat | Campuchia (CAM) · Johnny Sopheak · Khemrin Cheat · Ly Treung · Narith Ung · Rawut Heng · Sokphearom Ream · Sopheap Nang · Sovannarith Chin                      | Malaysia (MAS) · Daut Amba · Harryson Linggong · Izuan Efendi Azlan · Mohammad Azlan Alias · Mohd Shafirul Nizam Zainal · Tunku Noor Azwari Tunku Ishak · Zuleffendi Sumari                  |
| Linking (primary level)          | Myanmar (MYA) · Aung Ko Ko Khaing · Aung Myat Lin · Aung Myo Myint · Aung Soe Moe · Kyaw Khing Oo · Kyaw Moe Tun · Myo Min Thu · Myo Zaw Oo                     | Thái Lan (THA) · Eekkawee Jemphara · Kamol Prasert · Khanawut Jngrot · Komin Lonon · Kosol Nallaong · Noppaton Dngthawthong · Pongphan Ethon · Witsarut Risawat | Lào (LAO) · Yothin Sombatphutone · Viengnakhone Kitmaly · Saikham Saikham · Chanthalak Chanthavong · Soulivanh Keola · Phourisay Inthilath · Phouthone Viengdavong · Viriyan Sombathphuthone |
| Linking (primary level)          | Myanmar (MYA) · Aung Ko Ko Khaing · Aung Myat Lin · Aung Myo Myint · Aung Soe Moe · Kyaw Khing Oo · Kyaw Moe Tun · Myo Min Thu · Myo Zaw Oo                     | Thái Lan (THA) · Eekkawee Jemphara · Kamol Prasert · Khanawut Jngrot · Komin Lonon · Kosol Nallaong · Noppaton Dngthawthong · Pongphan Ethon · Witsarut Risawat | Malaysia (MAS) · Daut Amba · Harryson Linggong · Izuan Efendi Azlan · Mohammad Azlan Alias · Mohd Shafirul Nizam Zainal · Tunku Noor Azwari Tunku Ishak · Zuleffendi Sumari                  |
| Non-repetition (secondary level) | Myanmar (MYA) · Aung Naing Phyo Han · San Lwin Oo · Zaw Tun Aung · Lwin Phyo Win · Aung Pyae Sone Aye · Win Naung Naung · Kyaw Soe Moe · Aung Zaw Linn          | Thái Lan (THA) · Eekkawee Jemphara · Kamol Prasert · Khanawut Jngrot · Komin Lonon · Kosol Nallaong · Noppaton Dngthawthong · Pongphan Ethon · Witsarut Risawat | Lào (LAO) · Yothin Sombatphutone · Viengnakhone Kitmaly · Saikham Saikham · Phouthone Viengdavong · Phourisay Inthilath · Viriyan Sombathphuthone · Chanthalak Chanthavong · Soulivanh Keola |
| Non-repetition (secondary level) | Myanmar (MYA) · Aung Naing Phyo Han · San Lwin Oo · Zaw Tun Aung · Lwin Phyo Win · Aung Pyae Sone Aye · Win Naung Naung · Kyaw Soe Moe · Aung Zaw Linn          | Thái Lan (THA) · Eekkawee Jemphara · Kamol Prasert · Khanawut Jngrot · Komin Lonon · Kosol Nallaong · Noppaton Dngthawthong · Pongphan Ethon · Witsarut Risawat | Campuchia (CAM) · Johnny Sopheak · Khemrin Cheat · Ly Treung · Narith Ung · Rawut Heng · Sokphearom Ream · Sopheap Nang · Sovannarith Chin                                                   |

### Nữ
| Nội dung                         | Vàng | Bạc | Đồng |
| -------------------------------- | --- | --- | --- |
| Non-repetition (primary level)   | Myanmar (MYA) · Aye Aye Than · Phyu Phyu Win · Tin Tin Lin · San San Maw · Thu Zar Aung · Khin Chaw Su · Su Su Win · Aye Aye Hla                                               | Lào (LAO) · Lucky Malathip · Southavone Douangta · Ludsamee Vilaysouk · Noly Samountry · Philavank Chanthasili · Santisouk Chandala · Pathoumphone Phommachanh · Bounlay Silivanh | Campuchia (CAM) · Chanboramy Nguon · Pichnha Chan · Piseth Em · Soksan Uk · Sopha Pich · Sopheap San · Sophorn San · Sreyleak Soth                                                             |
| Non-repetition (primary level)   | Myanmar (MYA) · Aye Aye Than · Phyu Phyu Win · Tin Tin Lin · San San Maw · Thu Zar Aung · Khin Chaw Su · Su Su Win · Aye Aye Hla                                               | Lào (LAO) · Lucky Malathip · Southavone Douangta · Ludsamee Vilaysouk · Noly Samountry · Philavank Chanthasili · Santisouk Chandala · Pathoumphone Phommachanh · Bounlay Silivanh | Malaysia (MAS) · Alice Harun · Asumalin Rattana Somchok · Norazira Suhaimi · Nor Farhana Ismail · Nurazila Rosli · Nur Liyana Ismail · Nurrashidah Abdulrashid · Nurul Izzatul Hikmah Zulkifli |
| Same strokes (primary level)     | Thái Lan (THA) · Kanyarat Plabwangklam · Palasri Jiraporn · Gatesinee Poyim · Yaowares Jaisue · Pornpairin Paenthong · Kantinan Sochaiyan · Wiphada Sukchit · Yaowvalux Jaisue | Lào (LAO) · Bounlay Silivanh · Pathoumphone Phommachanh · Santisouk Chandala · Philavank Chanthasili · Noly Samountry · Ludsamee Vilaysouk · Southavone Douangta · Lucky Malathip | Malaysia (MAS) · Alice Harun · Asumalin Rattana Somchok · Norazira Suhaimi · Nor Farhana Ismail · Nurazila Rosli · Nur Liyana Ismail · Nurrashidah Abdulrashid · Nurul Izzatul Hikmah Zulkifli |
| Linking (primary level)          | Myanmar (MYA) · Kay Thi Tun · Khin Chaw Su · Phyu Phyu Win · Su Su Win · Thae Thae · Thu Zar Aung · Win Pyae Pyae · Tin Tin Lin                                                | Thái Lan (THA) · Kanyarat Plabwangklam · Palasri Jiraporn · Gatesinee Poyim · Yaowares Jaisue · Pornpairin Paenthong · Kantinan Sochaiyan · Wiphada Sukchit · Yaowvalux Jaisue    | Campuchia (CAM) · Chanboramy Nguon · Pichnha Chan · Piseth Em · Soksan Uk · Sopha Pich · Sopheap San · Sophorn San · Sreyleak Soth                                                             |
| Linking (primary level)          | Myanmar (MYA) · Kay Thi Tun · Khin Chaw Su · Phyu Phyu Win · Su Su Win · Thae Thae · Thu Zar Aung · Win Pyae Pyae · Tin Tin Lin                                                | Thái Lan (THA) · Kanyarat Plabwangklam · Palasri Jiraporn · Gatesinee Poyim · Yaowares Jaisue · Pornpairin Paenthong · Kantinan Sochaiyan · Wiphada Sukchit · Yaowvalux Jaisue    | Malaysia (MAS) · Alice Harun · Asumalin Rattana Somchok · Norazira Suhaimi · Nor Farhana Ismail · Nurazila Rosli · Nur Liyana Ismail · Nurrashidah Abdulrashid · Nurul Izzatul Hikmah Zulkifli |
| Non-repetition (secondary level) | Myanmar (MYA) · Aye Aye Hla · San San Maw · Khaing Khaing · Khin Zaw Nu · Aye Aye Than · Jew Jew · Thin Thin Naing · Tin Nilar Win                                             | Thái Lan (THA) · Kanyarat Plabwangklam · Palasri Jiraporn · Gatesinee Poyim · Yaowares Jaisue · Pornpairin Paenthong · Kantinan Sochaiyan · Wiphada Sukchit · Yaowvalux Jaisue    | Lào (LAO) · Bounlay Silivanh · Pathoumphone Phommachanh · Santisouk Chandala · Philavank Chanthasili · Noly Samountry · Ludsamee Vilaysouk · Southavone Douangta · Lucky Malathip              |
| Non-repetition (secondary level) | Myanmar (MYA) · Aye Aye Hla · San San Maw · Khaing Khaing · Khin Zaw Nu · Aye Aye Than · Jew Jew · Thin Thin Naing · Tin Nilar Win                                             | Thái Lan (THA) · Kanyarat Plabwangklam · Palasri Jiraporn · Gatesinee Poyim · Yaowares Jaisue · Pornpairin Paenthong · Kantinan Sochaiyan · Wiphada Sukchit · Yaowvalux Jaisue    | Campuchia (CAM) · Chanboramy Nguon · Pichnha Chan · Piseth Em · Soksan Uk · Sopha Pich · Sopheap San · Sophorn San · Sreyleak Soth                                                             |

## Bảng huy chương
| 1    | Myanmar (MYA)   | 6 | 0 | 0  | 6  |
| 2    | Thái Lan (THA)  | 2 | 4 | 0  | 6  |
| 3    | Campuchia (CAM) | 0 | 2 | 4  | 6  |
| 3    | Lào (LAO)       | 0 | 2 | 4  | 6  |
| 5    | Malaysia (MAS)  | 0 | 0 | 6  | 6  |
| 6    | Singapore (SIN) | 0 | 0 | 1  | 1  |
| Tổng | Tổng            | 8 | 8 | 15 | 31 |